# Tito Vuolo
Pour les articles homonymes, voir Vuolo.
Tito Vuolo est un acteur américain d'origine italienne, né le 22 mars 1893 à Gragnano (Campanie), mort le 14 septembre 1962 à Los Angeles (Californie).

## Biographie
Émigré aux États-Unis, Tito Vuolo y débute au théâtre et joue à Broadway (New York) dans six pièces, la première en 1938. La dernière en 1944-1945 est Une cloche pour Adano, adaptation du roman éponyme de John Hersey, avec Fredric March et Margo (dans l'adaptation à l'écran de 1945 sous le même titre, le rôle de Giuseppe qu'il tient à Broadway est repris par Monty Banks).
Au cinéma, il fait sa première apparition — un petit rôle non crédité — dans Rendez-vous avec la mort de W. S. Van Dyke (avec William Powell et Myrna Loy), sorti en 1941.
Suivent cinquante-et-un autres films américains à partir de 1947, dont Honni soit qui mal y pense d'Henry Koster (1947, avec Cary Grant, Loretta Young et David Niven), La Maison des étrangers de Joseph L. Mankiewicz (1949, avec Edward G. Robinson, Susan Hayward et Richard Conte), La Femme à abattre de Bretaigne Windust et Raoul Walsh (1951, avec Humphrey Bogart et Zero Mostel) et L'Ultime Razzia de Stanley Kubrick (1956, avec Sterling Hayden et Coleen Gray).
Ses deux derniers films sortent en 1959, dont Certains l'aiment chaud de Billy Wilder (avec Marilyn Monroe, Tony Curtis et Jack Lemmon).
À la télévision, Tito Vuolo apparaît entre 1946 et 1961 (année précédant sa mort) dans dix-neuf séries américaines, notamment Le Choix de... (un épisode, 1956) et Peter Gunn (un épisode, 1958).

## Théâtre à Broadway (intégrale)
- 1938 : Pasquale Never Knew de Clemente Giglio : Giovanni
- 1939-1940 : The World We Make de Sidney Kingsley : Rocco
- 1941 : Mr. and Mrs. North d'Owen Davis : Buono
- 1942 : Johnny on a Spot de Charles MacArthur : Pepi Pisano
- 1944 : Take It as It Comes d'E. B. Morris : Anthony Pasquale
- 1944-1945 : Une cloche pour Adano (A Bell for Adano), adaptation par Paul Osborn du roman éponyme de John Hersey, mise en scène d'H. C. Potter : Giuseppe Ribaudo

## Filmographie partielle

### Cinéma
- 1941 : L'Ombre de l'Introuvable (Shadow of the Thin Man) de W. S. Van Dyke
- 1947 : Le Carrefour de la mort (Kiss of Death) d'Henry Hathaway : Luigi
- 1947 : Le Traquenard (The Web) de Michael Gordon : Emilio Canepa
- 1947 : Honni soit qui mal y pense (The Bishop's Wife) d'Henry Koster : Maggenti
- 1947 : La Brigade du suicide (T-Men) d'Anthony Mann : Pasquale
- 1947 : Femme ou Maîtresse (Daisy Kenyon) d'Otto Preminger : Dino
- 1947 : Le deuil sied à Électre (Mourning Becomes Electra) de Dudley Nichols : Joe Silva
- 1948 : L'Indomptée (B. F.'s Daughter) de Robert Z. Leonard : Mario
- 1948 : Un million clé en main (Mr. Blandings Builds His Dream House) d'H. C. Potter : M. Zucca
- 1948 : La Proie (Cry of the City) de Robert Siodmak : Papa Roma
- 1948 : Raccrochez, c'est une erreur ! (Sorry, Wrong Number) d'Anatole Litvak : Albert
- 1948 : Le Condamné de la cellule cinq (I Wouldn't Be in Your Shoes) de William Nigh
- 1949 : Boulevard des passions (Flamingo Road) de Michael Curtiz : Pete Ladas
- 1949 : Le Rebelle (The Fountainhead) de King Vidor : Pasquale Orsini
- 1949 : Si ma moitié savait ça (Everybody Does It) d'Edmund Goulding : le maquilleur
- 1949 : La Maison des étrangers (House of Strangers) de Joseph L. Mankiewicz : Lucca
- 1949 : Le Danube rouge (The Red Danube) de George Sidney : le colleur d'affiches italien
- 1949 : Le Prix du silence (The Great Gatsby) d'Elliott Nugent : Mavromichaelis

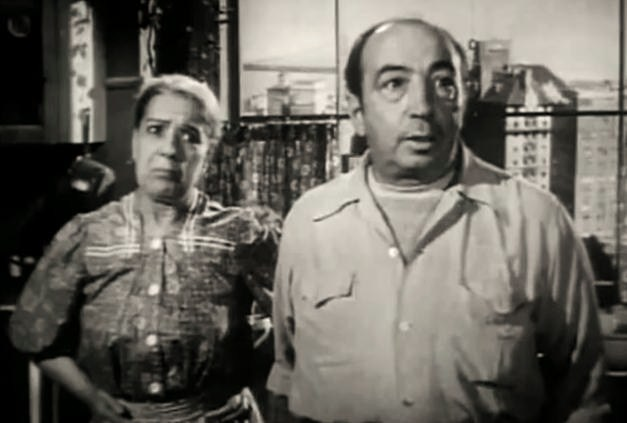
Avec Mimi Aguglia, dans Captif de l'amour (1950)

- 1950 : La Scandaleuse Ingénue (The Pretty Girl) d'Henry Levin : Faustini
- 1950 : Captif de l'amour (The Man Who Cheated Himself) de Felix E. Feist : Pietro Capa
- 1951 : La Femme à abattre (The Enforcer) de Bretaigne Windust et Raoul Walsh : Tony Vetto
- 1951 : Deux GI en vadrouille (Up Front) d'Alexander Hall : Tarantino
- 1951 : Saturday's Hero de David Miller
- 1951 : The Racket de John Cromwell
- 1951 : Le Grand Caruso (The Great Caruso) de Richard Thorpe : Pietro Toscano
- 1954 : Le Fantôme de la rue Morgue (Phantom of the Rue Morgue) de Roy Del Ruth : Pignatelli
- 1955 : Le Cercle infernal (The Racers) d'Henry Hathaway : un mécanicien
- 1955 : Beau fixe sur New York (It's Always Fair Weather) de Stanley Donen et Gene Kelly : Silvio
- 1955 : La police était au rendez-vous (Six Bridges to Cross) de Joseph Pevney : Angie
- 1955 : Le Tigre du ciel (The McConnell Story) de Gordon Douglas : l'épicier italien
- 1955 : Colère noire (Hell on Frisco Bay) de Frank Tuttle : Tony
- 1956 : L'Ultime Razzia (The Killing) de Stanley Kubrick : Joe Piano
- 1957 : Rendez-vous avec une ombre (The Midnight Story) de Joseph Pevney : l'épicier
- 1957 : À des millions de kilomètres de la Terre (20 Million Miles to Earth) de Nathan Juran : le commissaire Charra
- 1957 : Pour elle un seul homme (The Helen Morgan Story) de Michael Curtiz : Tony
- 1959 : Certains l'aiment chaud (Some Like It Hot) de Billy Wilder : Mozzarella
- 1959 : Millionnaire de cinq sous (The Five Pennies) de Melville Shavelson : un coiffeur

### Télévision
(séries)
- 1953 : Les Aventures de Superman (The Adventures of Superman), saison 2, épisode 15 My Friend Superman de Thomas Carr : Tony
- 1956 : Le Choix de... (Screen Directors Playhouse), saison unique, épisode 34 La Rencontre avec Caruso (The Day I Met Caruso) de Frank Borzage : le valet
- 1957 : Lassie, saison 4, épisode 4 The Burro de Philip Ford : Tony Bonelli
- 1957 : Monsieur et Madame détective (The Thin Man), saison 1, épisode 10 Ring Around Rosie : Orlatti
- 1958 : Peter Gunn, saison 1, épisode 8 Rough Buck de Blake Edwards : Papa
- 1959 : The Lawless Years, saison 1, épisode 16 Lucky Silva : Raphael Cardillo